# Julian Mitchell
Julian Mitchell (Epping, 1º maggio 1935) è un drammaturgo e sceneggiatore inglese, membro della Royal Society of Literature.
Ha studiato ad Oxford ed è noto soprattutto per il dramma Another Country.

## Filmografia

### Sceneggiatore
- Arabesque, regia di Stanley Donen (1966)
- Another Country - La scelta (Another Country), regia di Marek Kanievska (1984)
- Vincent & Theo, regia di Robert Altman (1990)
- Wilde, regia di Brian Gilbert (1997)

## Opere

### Romanzi
- Imaginary Toys (1961)
- A Disturbing Influence (1962)
- As Far as You Can Go (1963)
- The White Father (1964)
- A Circle of Friends (1966)
- The Undiscovered Country (1968)

## Premi e riconoscimenti
- John Llewellyn Rhys Prize: 1965 vincitore con The White Father[1]
- Somerset Maugham Award: 1966 vincitore con The White Father[2]
- Premi BAFTA 1985: finalista con Another Country - La scelta[3]